# Sem Rival Sport Club
O Sem Rival Sport Club foi um clube brasileiro de futebol da cidade de Fortaleza, capital do estado de Ceará.
Fundado pelos caixeiros cearenses da Sociedade Fênix Caxeiral, o clube foi extinto em 1932.

## Participações no Campeonato Cearense da Primeira Divisão
| Ano  | Posição |
| 1931 | 7º      |